# Hydropsyche cheilonis
Hydropsyche cheilonis là một loài Trichoptera trong họ Hydropsychidae. Chúng phân bố ở miền Tân bắc.